# Élections législatives de 1964 au Dahomey
Les élections législatives de 1964 au Dahomey ont lieu le 19 janvier 1964 afin d'élire les 42 membres de l'Assemblée nationale du Dahomey, l'actuel Bénin.
Le scrutin est organisé peu après le coup d'État d'octobre 1963 et le référendum constitutionnel du 5 janvier 1964 qui s'est ensuivi. Le Parti démocratique dahoméen (PDD), seul parti autorisé, remporte sans surprise les 42 sièges à pourvoir à l'Assemblée. Le chef du parti vainqueur devenant automatiquement président de la République, le chef du parti unique, Sourou Migan Apithy est élu président ; Justin Ahomadegbé devient vice-président et chef du gouvernement.

## Résultats
|                          |                             |           |       |        |     |  |  |  |  |
| Parti                    | Parti                       | Votes     | %     | Sièges | +/- |  |  |  |  |
|                          | Parti démocratique dahoméen | 995 929   | 100   | 42     | Nv  |  |  |  |  |
|                          |                             |           |       |        |     |  |  |  |  |
| Total                    | Total                       | 995 929   | 100   | 42     | 18  |  |  |  |  |
| Inscrits / Participation | Inscrits / Participation    | 1 055 910 | 94,32 |        |     |  |  |  |  |

## Députés élus
| Saïbou Adamon              |
| Robert Adamon              |
| Louis Abadje               |
| Olivier Agbo-Houi          |
| Nestor Ahouangnivo         |
| Karl Ahouansou             |
| Justin Atchamou            |
| Prosper Azadji             |
| Yabi Azaria                |
| Césaire Bada               |
| Barnabé Béhanzin           |
| Barthélemy Bourou          |
| Salomon Biokou             |
| Antoine Boulga             |
| Tahirou Congacou           |
| Issaka Dangou              |
| Emmanuel Dideh             |
| Alou Djaouga               |
| Samuel Detinho             |
| Benoît Djikpesse           |
| Edmond Dossou-Yovo         |
| Benoît Ezin                |
| Emmanuel Fanyo             |
| Antoine Fidegnon           |
| Antoine Gnaho              |
| Jules Guezo                |
| Joseph Hodonou             |
| François Hounkpe           |
| Joseph Kèkè                |
| Gilbert Kpakpo             |
| Donatien Kpodouhoun        |
| Roger Lafia                |
| Joseph Langanfin Glele     |
| Yessoufou Maiguizo Diaouga |
| Pierre Nouatin             |
| Félicien N'Koue            |
| Jean Pliya                 |
| Georges Sakponou           |
| Louis Sego Sounou          |
| Fidèle Tantougoute         |
| Noël Totah                 |
| Ali Zato                   |

## Composition du bureau
Le bureau de l'Assemblée nationale est élu le 24 janvier 1964.
| Président                | Tahirou Congacou                                |
| Premier vice-président   | Gilbert Kpakpo                                  |
| Deuxième vice-président  | Salomon Biokou                                  |
| Troisième vice-président | Issaka Dangou                                   |
| Secrétaires              | Jean Pliya Mohamed Lawahi Batoko Emmanuel Fanyo |
| Questeur                 | Prosper Azadji                                  |
| Questeur adjoint         | Roger Lafia                                     |